# Podabrus tsuchikawai
Podabrus tsuchikawai es una especie de coleóptero de la familia Cantharidae.

## Distribución geográfica
Habita en Japón.